# وارونگی جمعیت
در علم و به طور ویژه در مکانیک آماری، وارونگی جمعیت (به انگلیسی: population inversion) زمانی رخ می‌دهد که یک سیستم ترمودینامیکی (مانند گروهی از اتم‌ها یا مولکول‌ها) در وضعیتی قرار دارند که تعدادشان در حالت برانگیخته بیشتر از حالت پایه است. واژه «وارونگی» به این علت به کار می‌رود که در اکثر سیستم‌های فیزیکی آشنا که با آنها سر و کار داریم، این حالت غیرممکن است. این مفهوم از اهمیت بسیار بالایی در علم لیزر برخوردار است چراکه وارونگی جمعیت اساس عملکرد لیزرهاست.

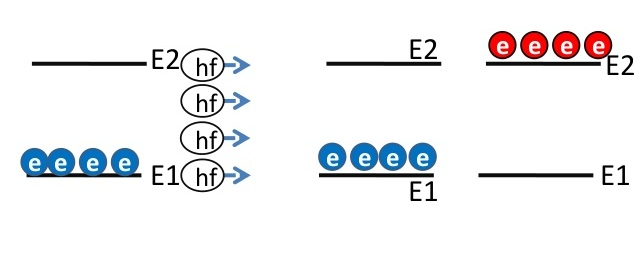
الکترون‌ها در حالت پایه (شکل چپ). برخورد انرژی نور(hf)به الکترونها (شکل وسط). انتقال الکترونها به سطح برانگیخته در اثر انرژی نور (شکل راست). اختلاف انرژی دو سطح، E2-E1=hf

بر طبق قوانین ترمودینامیک، اگر یک سیستم ترمودینامیکی در حالت تعادل گرمایی باشد و هیچ گونه تحریک خارجی (مثل افزایش حرارت، تابیدن نور و…) وجود نداشته باشد، همه اتم‌ها یا مولکول‌های آن جسم در حالت انرژی پایه قرار دارند. با توجه به شکل، فرض کنید دو سطح انرژی به نام E1 و E2 داریم که E1 همان حالت انرژی پایه و E2 حالت برانگیخته است. در تعادل گرمایی تمام اتم‌ها یا الکترون‌ها در سطح انرژی E1 قرار دارند. برای ایجاد وارونگی جمعیت باید ترتیبی اتخاذ شود تا اتم‌ها از E1 به E2 منتقل شوند مثل تابیدن نور یا انرژی الکتریکی و…. اگر اتمی از حالت انرژی E2 به انرژی E1 سقوط کند، انرژی معادل E2 - E1 آزاد می‌شود که ممکن است این انرژی آزاد شده به صورت فوتون نور (همانند لیزر و ال ای دی) یا به صورت گرما (دیودهای معمولی) ظاهر شود.
سقوط اتم‌ها از E2 به E1 هم به دو صورت است:
۱- گسیل خودبه‌خودی (کاربرد در ال ای دی)
۲- گسیل القایی (کاربرد در لیزر)
وارونگی جمعیت اساس کار لیزر و ال ای دی است.